# Ray Robson
Ray Robson (Guam, 25 ottobre 1994) è uno scacchista statunitense, Grande maestro.
Nacque nell'isola di Guam da Gary Robson, un insegnante statunitense di lingue, e Yee-Chen, un'insegnante di scuola materna di origine cinese. Dopo poco tempo la famiglia si trasferì a Largo, in Florida, dove vive tuttora. Imparò a giocare a scacchi da suo padre all'età di tre anni e dimostrò presto di avere grandi doti di apprendimento. All'età di 11 anni ottenne il titolo di Maestro FIDE e nel 2006, all'età di 12 anni, si classificò tra i primi dieci nel forte National Chess Congress di Filadelfia.
È stato allenato per diversi anni dal GM statunitense Grigory Kaidanov e attualmente è allenato da Alexander Onischuk. Raggiunge il proprio record nella lista Elo di aprile 2023 con 2704 punti, 35º al mondo e 8º tra i giocatori statunitensi .

## Principali risultati
Nel 2007 è stato invitato al campionato USA assoluto, diventando all'età di 13 anni il più giovane partecipante. Realizzò 3,5 su 9, un risultato rispettabile vista la caratura del torneo.
Nel 2008 ha vinto ex aequo il campionato della Florida, e l'anno successivo il campionato statunitense juniores (under-18) di Milwaukee, vincendo la Sanford Fellowship, una borsa di studio per giovani talenti.
Nel giugno del 2009 ha ottenuto la prima norma di grande maestro all'Arctic Chess Challenge di Tromsø in Norvegia. In ottobre ha vinto il Pan-American Junior Championship di Montevideo, realizzando la terza norma di grande maestro
Nel novembre dello stesso anno ha partecipato alla Coppa del Mondo, in cui è stato superato al primo turno per 0,5-1,5 dal GM georgiano Baadur Jobava. Il titolo di grande maestro gli è stato riconosciuto dalla FIDE nel gennaio del 2010.
Nel settembre del 2015 partecipa alla Coppa del Mondo di Baku dove viene sconfitto al primo turno dall'ucraino Jurij Vovk.
Nel settembre 2016 vince le Olimpiadi scacchistiche con la squadra degli Stati Uniti; ha giocato prima riserva e ottenuto 3 punti .
Nell'agosto 2018 vince a Ulan Bator il torneo locale con 7 punti si 9.
Nell'ottobre 2018 si piazza secondo con gli Stati Uniti nelle Olimpiadi.
Nel giugno 2023 vince il torneo di Praga, sconfiggendo agli spareggi rapidi Bogdan-Daniel Deac. In agosto si qualifica al quarto turno della Coppa del Mondo di scacchi 2023, poi perde dal connazionale Fabiano Caruana.